# Sentinel-1
El Sentinel-1 és un tipus de satèl·lit espacial de l'ESA sota el programa Copernicus que consta de dos satèl·lits d'observació terrestre.
La càrrega útil del Sentinel 1 és un Synthetic Aperture Radar (SAR) en banda C que proporciona imatges continuadament (dia, nit i tot el temps). Dos satèl·lits més, Sentinel-1C i Sentinel-1D estan en desenvolupament. Sentinel-1B s'ha retirat, deixant Sentinel-1A l'únic satèl·lit de la constel·lació. Els satèl·lits Sentinel-1 porten un instrument de radar d'obertura sintètica de banda C que proporciona una col·lecció de dades en tot temps, de dia o de nit. Aquest instrument té una resolució espacial de fins a 5 m i una franja de fins a 410 km. El satèl·lit orbita una òrbita propera a la polar (inclinació de 98,18°) síncrona al Sol. L'òrbita té un cicle de repetició de 12 dies i completa 175 òrbites per cicle. El 12 de març de 2010, l'Agència Espacial Europea i Thales Alenia Space van signar un contracte de 270 milions d'euros per construir el satèl·lit Sentinel-1 amb dades de llançament previst pel 2013.
El Sentinel-1A va arribar a la zona de llançament a Kourou, Guaiana Francesa el 25 de febrer, i va ser llançat el 3 d'abril de 2014, per un coet Soiuz., i Sentinel-1B es va llançar el 25 d'abril de 2016 utilitzant el mateix tipus de coet. Tots dos satèl·lits es van enlairar des del Centre Espacial Guayanès a Kourou, Guiana Francesa. Sentinel-1C i 1D estan en desenvolupament. Una fallada d'equip del Sentinel-1B el desembre de 2021 va fer accelerar el treball del Sentinel-1C, inicialment previst per al seu llançament el desembre de 2023.
Hi ha una àmplia gamma d'aplicacions per a les dades recollides mitjançant la missió Sentinel-1. Alguns d'aquests usos inclouen la vigilància del mar i el sòl, la resposta d'emergència a causa de desastres ambientals i les aplicacions econòmiques. Un dels principals objectius de la missió era proporcionar dades SAR de banda C. Recentment, Sentinel-1 ha treballat conjuntament amb SMAP per ajudar a aconseguir una mesura més precisa de les estimacions d'humitat del sòl. Les observacions d'ambdós instruments mostren ser complementàries entre si, ja que combinen dades sobre el contingut d'humitat del sòl.
Les polítiques de l'ESA i la Comissió Europea fan que les dades de Sentinel-1 siguin fàcilment accessibles. Diversos usuaris poden adquirir les dades i utilitzar-les amb finalitats públiques, científiques o comercials de forma gratuïta.

## Característiques
Especificacions dels satèl·lits Sentinel-1:
- 7 anys de vida útil (12 anys per a consumibles)
- Llançador: Soiuz
- Òrbita heliosíncrona gairebé polar (98,18°)
- 693 km d'altitud
- Cicle de repetició de 12 dies
- 175 revolucions per cicle
- Període orbital de 98,6 minuts
- Estabilització d'altitud de 3 eixos
- Massa de llançament de 2.300 kg
- Mides de 3,9 m × 2,6 m × 2,5 m

## Instruments
La nau Sentinel-1 està dissenyat per transportar els instruments següents:
- Un sol radar d'obertura sintètica (C-SAR) de banda C amb la seva electrònica. Aquest instrument proporciona una precisió radiomètrica d'1 dB amb una freqüència central de 5,405 GHz.[10] Les dades recollides per C-SAR es van fer contínues després de la finalització d'una missió anterior (missió Envisat).[8]
- Un conjunt d'emmagatzematge i manipulació de dades (DSHA) basat en SDRAM, amb una capacitat d'emmagatzematge de dades activa d'uns 1.443 Gbit (168 GiB), que rep fluxos de dades de SAR-SES a més de dos enllaços independents que recullen la polarització SAR_H i SAR_V, amb una velocitat de dades variable de fins a 640 Mbit/s a cada enllaç i que proporcionen una capacitat d'enllaç descendent de dades d'usuari fix de 520 Mbit/s banda X a través de dos canals independents cap a terra.

## Modes operatius/adquisició
Sentinel-1 té quatre modes operatius:
- El mode Strip Map (SM) ofereix una resolució espacial de 5 per 5 metres i una franja de 80 km.
  - Els únics usos de l'SM són controlar petites illes i gestionar emergències per a esdeveniments extraordinaris a petició.
  - Ofereix productes de dades en polarització simple (HH o VV) o doble (HH + HV o VV + VH)
- El mode de franja ampla interferomètrica (IW) ofereix una resolució espacial de 5 per 20 metres i una franja de 250 km.
  - IW és el mode operatiu principal sobre terra
  - IW aconsegueix la interferometria mitjançant la sincronització de ràfegues
  - Ofereix productes de dades en polarització simple (HH o VV) o doble (HH + HV o VV + VH)
- El mode de franja extra ample (EW) té una resolució espacial de 20 per 40 metres i una franja de 400 km.
  - EW s'utilitza principalment per supervisar àmplies zones costaneres per a fenòmens com ara el trànsit marítim i els perills ambientals potencials com els vessaments de petroli o els canvis en el gel marí.
  - Ofereix productes de dades en polarització simple (HH o VV) o doble (HH + HV o VV + VH)
- El mode Wave (WV) té una resolució de 5 per 5 metres i una velocitat de dades baixa. Produeix imatges de mostra de 20 per 20 km al llarg de l'òrbita a intervals de 100 km.[10]
  - Aquest és el mode operatiu principal sobre mar obert.
  - Ofereix productes de dades només amb polarització única (HH o VV).

## Productes de dades
Sentinel-1 té quatre tipus de productes de dades:
- Dades brutes de nivell 0
- Dades processades de nivell 1 del complex d'aspecte únic (SLC):
  - Imatges complexes amb fase i amplitud de zones especificades
- Dades de nivell 1 detectat a l'abast del sòl (GRD):
  - Només una intensitat multiaspecte distribuïda sistemàticament
- Dades de nivell 2 de l'oceà (OCN):
  - Dades distribuïdes sistemàticament dels paràmetres geofísics de l'oceà

Tots els nivells de dades estan disponibles públicament de forma gratuïta en línia dins de les 24 hores posteriors a l'observació.

## Aplicacions
Proporciona dades continuant les missions ERS i Envisat, amb millores addicionals en termes de revisitivitat, cobriment, puntualitat i fiabilitat del servei.
- Vigilància marina
  - Nivells i condicions del gel marí
  - Vessaments de petroli oceànic
  - Activitat de vaixells
  - Vents marins
- Vigilància del terreny
  - Agricultura
  - Boscos
  - Subsidència
    - L'instrument C-SAR és capaç de mesurar l'enfonsament del terreny mitjançant la creació d'imatges de radar interferomètric d'obertura sintètica (InSAR). L'anàlisi dels canvis de fase entre dues o més imatges de radar d'obertura sintètica preses en diferents moments és capaç de crear mapes de l'elevació digital i mesurar la deformació de la superfície terrestre d'una àrea. Les altes resolucions espacials (20 m) i temporals (6 dies) permeten a S1 millorar les tècniques InSAR actuals i proporcionar continuïtat sistemàtica a les dades.[16]
- Resposta d'emergència
  - Inundació
  - Esllavissada i volcànica
  - Terratrèmols
    - Poc després del terratrèmol del sud de Napa d'agost de 2014, les dades recollides per Sentinel-1A es van utilitzar per desenvolupar una imatge de radar interferomètric d'obertura sintètica, o InSAR, de la regió afectada. S'espera que els satèl·lits Sentinel-1 facin l'anàlisi dels terratrèmols utilitzant tècniques InSAR de manera més ràpida i senzilla.[17]

## Industrial
El contractista principal de la missió és Thales Alenia Space Itàlia, amb la integració de tot el sistema i també amb la producció de la plataforma Spacecraft Management Unit (SMU) i la càrrega útil Data Storage and Handling Assembly (DSHA). Sentinel-1A es va construir a Roma, Itàlia. Altres tecnologies com els mòduls T/R, l'antena de radar d'obertura sintètica de banda C, els subsistemes avançats de gestió i transmissió de dades i l'ordinador de bord, es van desenvolupar a L'Aquila i Milà. L'instrument C-SAR és responsabilitat d'Astrium Gmbh.
El contractista principal del segment terrestre és Astrium amb els subcontractistes Telespazio, WERUM, Advanced Computer Systems i Aresys. La verificació final de la prova del satèl·lit es va completar a les sales netes de Thales Alenia Space a Roma i Cannes.

## Satèl·lits
- Sentinel-1A - llançat el 3 d'abril de 2014[19]
- Sentinel-1B - llançat el 25 d'abril de 2016,[19] no disponible a causa d'un problema d'energia des del 23 de desembre de 2021, el final de la missió es va declarar el 3 d'agost de 2022
- Sentinel-1C: contracte de desenvolupament signat amb Thales Alenia Space d'Itàlia el desembre de 2015; el llançament estava previst per a l'abril de 2023[6][20] però es va retardar a causa d'un error de llançament de Vega-C el desembre de 2022.[21]
- Sentinel-1D – contracte de desenvolupament signat amb Thales Alenia Space d'Itàlia el desembre de 2015; llançament previst per a la segona meitat de 2024[22]

## Galeria
Exemples d'imatges produïdes a partir de dades de Sentinel-1.

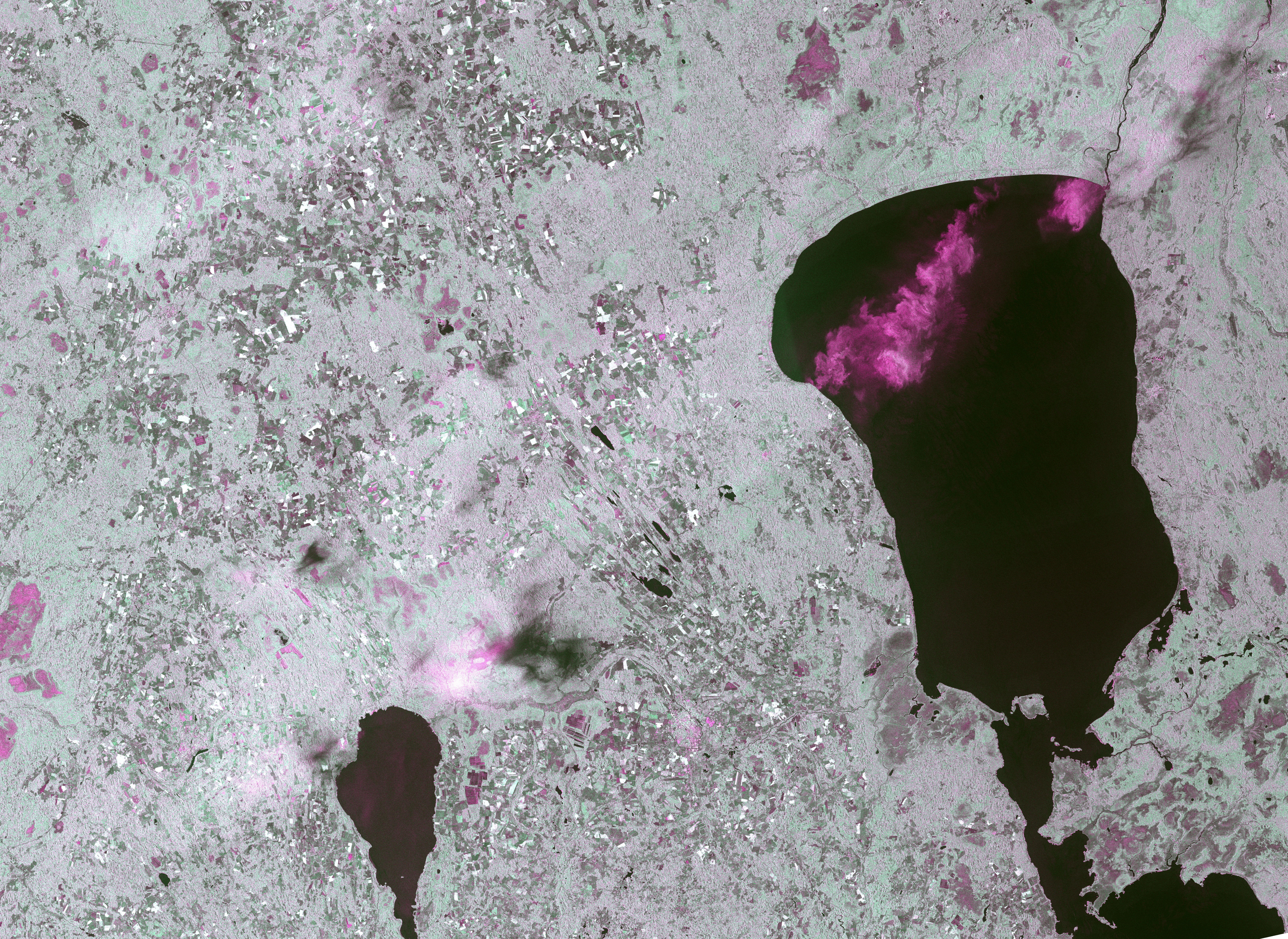
Tempestes a Estònia. Imatge RGB de color fals de retrodispersió de polarització VV, VH i VV+VH.
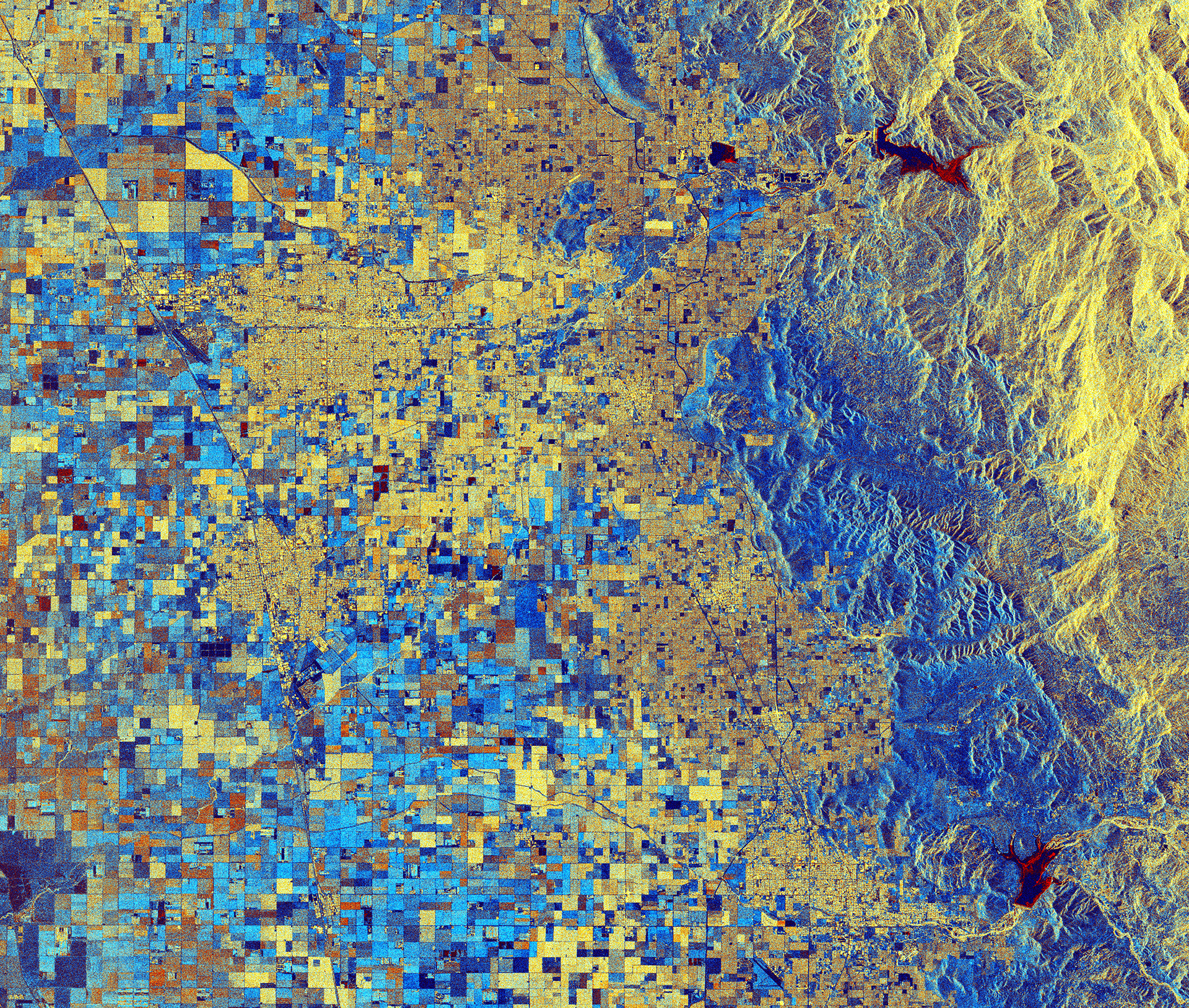
Regió de Lake Success, Califòrnia. Imatge RGB en color fals d'escaneigs de dues dates diferents.
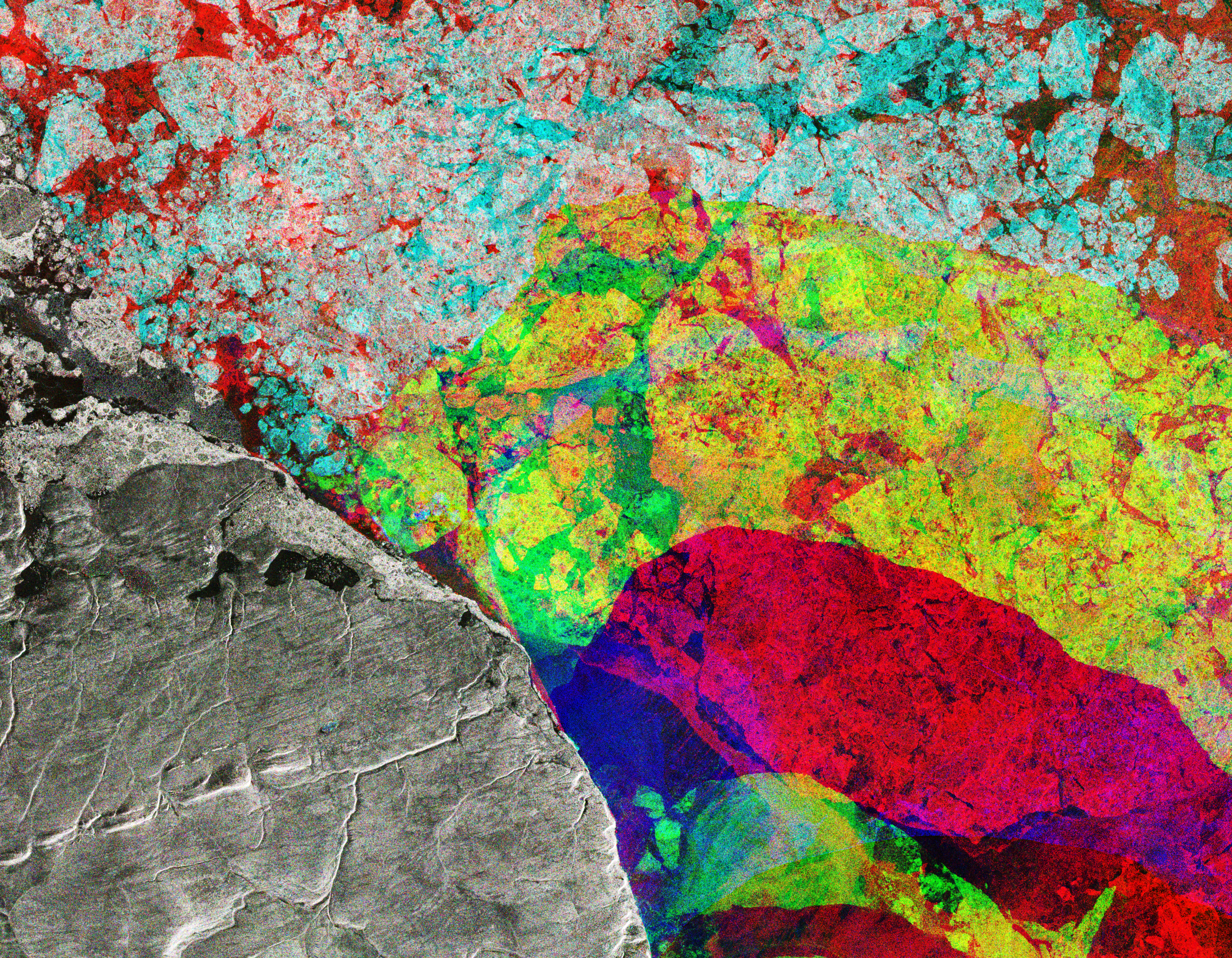
Moviment de gel a Alert, Canadà. Imatge RGB en color fals d'escaneigs de tres mesos diferents.
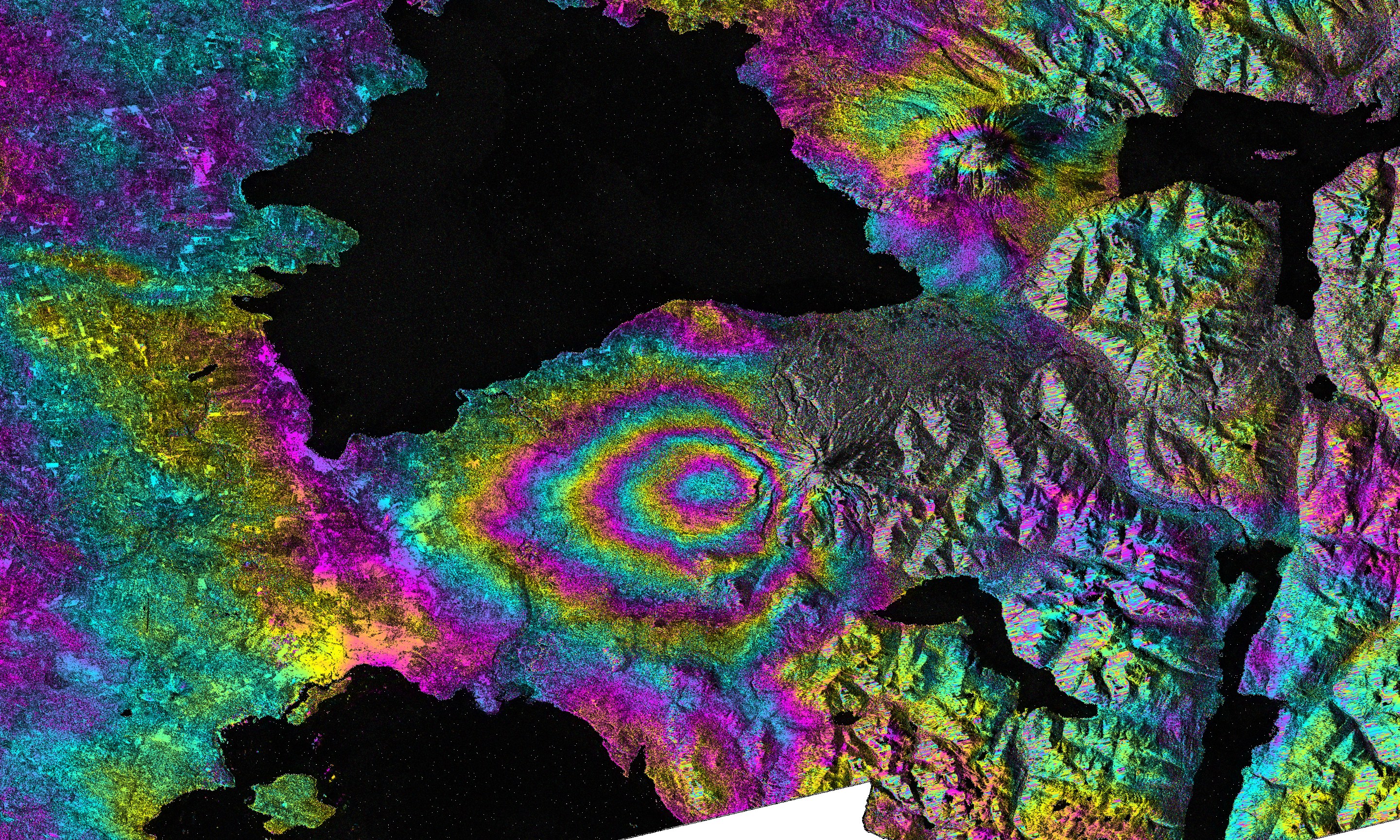
Imatge InSAR que mostra la deformació del sòl després de l'erupció del volcà Calbuco a Xile.
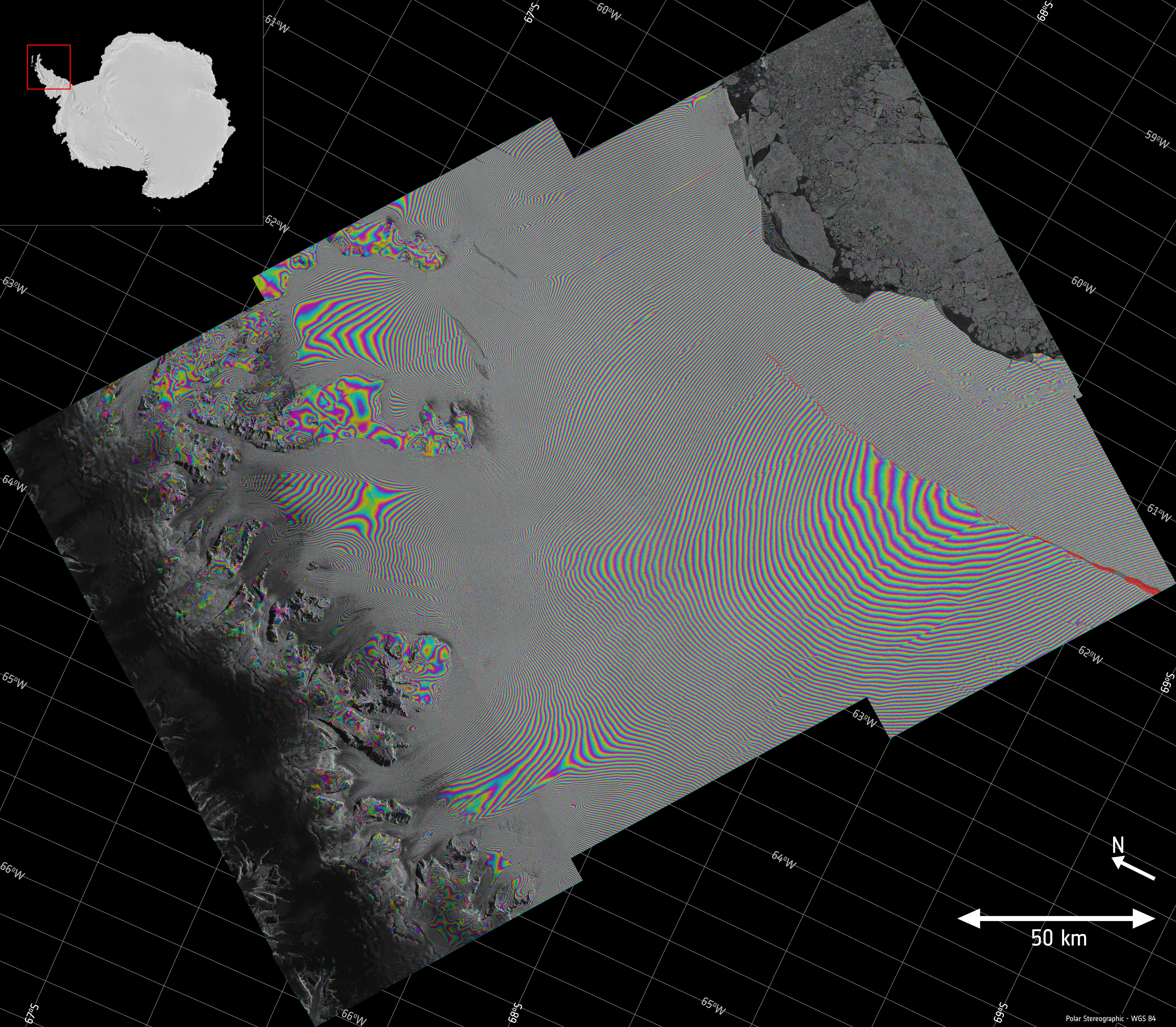
La interferometria revela una esquerda a la barrera de gel de Larsen, a l'Antàrtida.